# Colaspidema dufouri
Colaspidema dufouri  (лат.) — вид жуков из подсемейства хризомелин внутри семейства листоедов. Распространён в центральной и южной Испании и в Португалии. Кормовыми растениями являются представители рода льнянка.